# Eleição municipal de Cametá em 2008
A eleição municipal da cidade de Cametá em 2008 ocorreu no dia 5 de outubro (primeiro turno), com o objetivo de eleger um prefeito, um vice-prefeito e 11 vereadores responsáveis pela administração da cidade, que terá seu início em 1° de janeiro de 2009, e terá seu término em 31 de dezembro de 2012. O então prefeito Waldoli Valente, do Democratas (DEM), estava apto e disputou um novo mandato a frente do poder executivo municipal, sendo reeleito com 50,37% dos votos válidos, correspondente a 28.739 votos nominais, ocasionando na primeira reeleição consecutiva no município desde a promulgação da Emenda Constitucional nº 16, de 4 de junho de 1997.

## Contexto

### Eleição anterior
O professor e ex-prefeito Waldoli Valente, filiado ao Partido da Frente Liberal (PFL), foi eleito prefeito de Cametá com 20.134 votos (41,79%), derrotando o então mandatário José Quaresma (PT), que obteve 15.464 votos (32,10%), o empresário Benedito Pompeu (PMDB), que obteve 12.455 votos (25,85%), e o professor Gilson Costa (PSTU), que obteve 125 votos (0,26%).

### Eleições gerais de 2006
No primeiro turno das eleições para governador, Ana Júlia Carepa (PT) obteve 23.797 votos (47,93%) contra 22.918 votos (46,16%) de Almir Gabriel (PSDB). Outros candidatos somaram 2.935 votos (5,91%) na cidade. No segundo turno, Ana Júlia obteve 28.007 votos (57,38%) contra 20.804 votos (42,62%) de Almir.
Já no primeiro turno das eleições presidenciais, Luiz Inácio Lula da Silva (PT) obteve 32.341 votos (64,51%) contra 16.486 votos (32,88%) de Geraldo Alckmin (PSDB) no município. Outros candidatos somaram 1.308 votos (2,61%). No segundo turno, Lula obteve 32.733 votos (66,80%) e Alckmin obteve 16.269 votos (33,20%) na região.

## Candidatos à prefeitura
| Nº | Prefeito(a)  | Prefeito(a)     | Prefeito(a) | Prefeito(a)                                     | Vice-Prefeito(a) | Vice-Prefeito(a) | Vice-Prefeito(a) | Vice-Prefeito(a) | Vice-Prefeito(a)            | Coligação Partido(s)                                                 |
| Nº | Candidato(a) | Candidato(a)    | Partido     | Cargos relevantes                               | Candidato(a)     | Candidato(a)     | Candidato(a)     | Partido          | Cargos relevantes           | Coligação Partido(s)                                                 |
| -- | ------------ | --------------- | ----------- | ----------------------------------------------- | ---------------- | ---------------- | ---------------- | ---------------- | --------------------------- | -------------------------------------------------------------------- |
| 13 |              | José Quaresma   | PT          | - Prefeito de Cametá (2001–2004)                |                  |                  | Osvaldo Barros   | PTC              | - Engenheiro                | A força do povo - Partido Social Liberal (PSL)                       |
| 22 |              | Emmanuel Cunha  | PL          | - Prefeito de Cametá (1997–2000)                |                  |                  | Arogas Gaia      | PV               | - Professor de Ensino Médio | Meu coração é mais trabalho - Partido Republicano Progressista (PRP) |
| 23 |              | Tibério Barros  | PPS         | - Empresário                                    |                  |                  | Marcos Brazão    | PPS              | - Advogado                  | Sem Coligação                                                        |
| 25 |              | Waldoli Valente | DEM         | - Prefeito de Cametá (1983 - 1988, 2005 - 2008) |                  |                  | Benedito Pompeu  | PMDB             | - Empresário                | A força da união por Cametá - Partido Social Cristão (PSC)           |

## Resultados

### Prefeito
| Candidato(a)             | Candidato(a)             | Vice                     | 1º Turno 5 de outubro | 1º Turno 5 de outubro |
| Candidato(a)             | Candidato(a)             | Vice                     | Votação               | Votação               |
| Candidato(a)             | Candidato(a)             | Vice                     | Total                 | Percentagem           |
| ------------------------ | ------------------------ | ------------------------ | --------------------- | --------------------- |
|                          | Waldoli Valente (DEM)    | Benedito Pompeu (PMDB)   | 28.739                | 50,37%                |
|                          | José Quaresma (PT)       | Osvaldo Barros (PTC)     | 23.137                | 40,55%                |
|                          | Emmanuel Cunha (PR)      | Arogas Gaia (PV)         | 4.732                 | 8,29%                 |
|                          | Tibério Barros (PPS)     | Marcos Brazão (PPS)      | 451                   | 0,79%                 |
| → Total de votos válidos | → Total de votos válidos | → Total de votos válidos | 57.059                | 94,88%                |
| → Votos em branco        | → Votos em branco        | → Votos em branco        | 516                   | 0,86%                 |
| → Votos nulos            | → Votos nulos            | → Votos nulos            | 2.566                 | 4,27%                 |
| Total                    | Total                    | Total                    | 60.141                | 87,76%                |
| Abstenções               | Abstenções               | Abstenções               | 8.388                 | 12,24%                |
| Total de inscritos       | Total de inscritos       | Total de inscritos       | 68.529                | 100%                  |

### Vereadores Eleitos
Foram eleitos 11 vereadores para a Câmara Municipal de Cametá.

  DEM: 4
  PT: 2
  PSDB: 2
  PP: 1
  PCdoB: 1
  PMDB: 1

| Candidato(a)               | Nº    | Coligação                                      | Votação |
| Candidato(a)               | Nº    | Coligação                                      | Total   |
| -------------------------- | ----- | ---------------------------------------------- | ------- |
| Irácio Nunes (PT)          | 13603 | "Frente A Força do Povo Cametaense" PT e PCdoB | 3.124   |
| Fernando Camarinha (PSDB)  | 45699 | "Juntos por Cametá" PSDB e PP                  | 2.824   |
| Manoel Alvim (DEM)         | 25612 | "A força das novas ideias" DEM e PRB           | 2.725   |
| Júnior Marçal (DEM)        | 25123 | "A força das novas ideias" DEM e PRB           | 2.078   |
| José Luís Gonçalves (PSDB) | 45622 | "Juntos por Cametá" PSDB e PP                  | 1.939   |
| Natinho Sousa (DEM)        | 25999 | "A força das novas ideias" DEM e PRB           | 1.887   |
| Raimundo Cândido (DEM)     | 25789 | "A força das novas ideias" DEM e PRB           | 1.814   |
| Moreno Rodrigues (PT)      | 13580 | "Frente A Força do Povo Cametaense" PT e PCdoB | 1.582   |
| Emanuel Lobo (PP)          | 11655 | "Juntos por Cametá" PSDB e PP                  | 1.572   |
| Ivan Tavares (PCdoB)       | 65222 | "Frente A Força do Povo Cametaense" PT e PCdoB | 1.455   |
| Natan Portilho (PMDB)      | 15615 | "Com fé venceremos" PMDB, PTB, PDT e PSC       | 900     |